# Naturschutzgebiet Duwelssiepen
Das Naturschutzgebiet Duwelssiepen ist ein 8,59 ha großes Naturschutzgebiet (NSG) nordöstlich von Meinerzhagen im Märkischen Kreis in Nordrhein-Westfalen. Das NSG wurde 2001 vom Kreistag des Märkischen Kreises mit dem Landschaftsplan Nr. 6 Meinerzhagen ausgewiesen. Im Westen schließt sich an einer Stelle direkt das Naturschutzgebiet Sichter-Talräume an. Das NSG reicht fast bis an die Bundesautobahn 45 (A 45). An der A 45 gibt es beim NSG den Autobahnrastplatz Duwelssiepen.

## Gebietsbeschreibung
Bei dem NSG handelt es sich um einem mäßig geneigten Westhang mit naturnahem alten Buchenwald mit eingemischten Traubeneichen. Die Buchen sind teilweise mehrstämmig, was auf eine ehemalige Niederwaldbewirtschaftung hinweist. In einigen Bereichen bildet Ilex einen geschlossenen Unterwuchs. Es befinden sich Quell- und Vermoorungsbereiche im NSG. 

## Schutzzweck
Das Naturschutzgebiet wurde „zur Erhaltung, Wiederherstellung und Optimierung eines naturnahen Buchenwaldes mit Sickerquellen, Vermoorungszonen und naturnahem Bachlauf als Lebensraum gefährdeter Tier- und Pflanzengemeinschaften“ ausgewiesen. Wie bei anderen Naturschutzgebieten in Deutschland wurde in der Schutzausweisung darauf hingewiesen, dass das Gebiet „wegen der landschaftlichen Schönheit und Einzigartigkeit“ zum Naturschutzgebiet wurde.
Im NSG gibt laut Landschaftsplan das Verbot „die bodenständigen Nasswaldbereiche (Quellbereich mit Buchenwald, Erlensumpfwald) rein forstlich zu nutzen“.